# 西城町
西城町（さいじょうちょう）は、かつて広島県の北東部にあった町。比婆郡に属していた。
2005年3月31日、庄原市と甲奴郡総領町、比婆郡口和町・高野町・東城町・比和町と新設合併して庄原市となったため同時に比婆郡も消滅した。

## 町名の由来
戦国時代この地域の領主だった宮氏は、五本竹城（五品嶽城）（庄原市東城町東城）と大富山城（庄原市西城町入江）を築いたが、前者を東城、後者を西城と呼称したことにちなむ。

## 地理

### 河川
- 西城川 - 江の川支流。

### 山
- 立烏帽子山（標高1,299m）
- 池ノ段（標高1,279.5m）
- 比婆山（標高1,264m）
- 竜王山（標高1,255.8m）
- 毛無山（福田頭、標高1,252.7m）
- 烏帽子山（標高1,225.1m）
- 猫山（標高1,195.4m）
- 井西山（標高1,186.6m）
- 毛無山（標高1,143.7m）
- 三国山（標高1,003.9m）

## 沿革
- 5世紀 - 古墳横穴墓がつくられる。
- 1889年4月1日 - 町村制が施行し、西城村が発足。
- 1898年2月10日 - 西城村が町制施行して西城町（初代）になる。
- 1898年10月1日 - 恵蘇・奴可・三上各郡が統合して比婆郡が成立したことに伴い西城町及び美古登・八鉾両村は比婆郡に属する町村になる。
- 1942年2月11日 - 西城町（初代）と美古登村が対等合併して西城町（2代）が成立する。
- 1953年12月1日 - 地理的事情により八鉾村油木字三井野の一部を島根県仁多郡八川村（現：奥出雲町）に割譲する[1]。
- 1954年3月31日 - 西城町（2代）と八鉾村が対等合併して西城町（3代）が成立する。
- 2005年3月31日 - 庄原市（初代）と甲奴郡総領町、比婆郡の全5町が対等合併して成立した庄原市（2代）に移行したことに伴い消滅する。同時に比婆郡も106年半の歴史に終止符を打つ。

## 産業
農業が主産業。名産品としては牛やシイタケ、柿がある。

## 大字
- 入江（いりえ）
- 大佐（おおさ）
- 大屋（おおや）
- 熊野（くまの）
- 栗（くり）
- 高尾（こうお）
- 西城（さいじょう）
- 中迫（なかざこ）
- 中野（なかの）
- 八鳥（はつとり）
- 小鳥原（ひととばら）
- 平子（ひらこ）
- 三坂（みさか）
- 油木（ゆき）

## 教育

### 小学校
- 西城町立西城小学校
- 西城町立小鳥原小学校
- 西城町立美古登小学校

### 中学校
- 西城町立西城中学校

### 高等学校
- 広島県立西城紫水高等学校（旧：広島県立西城商業高等学校）

## 交通

### 鉄道
- 西日本旅客鉄道（JR西日本）
  - 芸備線
    - 道後山駅 - 備後落合駅 - 比婆山駅 - 備後西城駅 - 平子駅

  - 木次線
    - 油木駅 - 備後落合駅

### 道路
一般国道
- 国道183号
- 国道314号

主要地方道
- 広島県道26号新市七曲西城線
- 広島県道57号東城西城線
- 広島県道58号西城比和線

一般県道
- 広島県道233号備後西城停車場線
- 広島県道234号備後落合停車場線
- 広島県道235号道後山停車場線
- 広島県道250号道後山公園線
- 広島県道254号比婆山公園線
- 広島県道255号比婆山公園森脇線
- 広島県道256号比婆山県民の森線
- 広島県道444号油木小奴可線
- 広島県道445号中迫川北線
- 広島県道446号植木三坂線

## 名所・旧跡
- 道後山スキー場
- スノーリゾート猫山スキー場
- 道後山高原クロカンパーク
- 広島県県民の森スキー場
- 蓮照寺のしだれ桜

## 西城町を舞台（モデル）とした作品
- 小説『いとしのヒナゴン』（重松清）
- 映画『ヒナゴン』（主演：井川遥）

## UMA
- ヒバゴン - 1970年7月20日、比婆郡西城町の比婆山麓で、身長約1.6mの謎の類人猿が目撃され、出没地にちなんで「ヒバゴン」と名付けられた。当時、ヒバゴンの目撃は相次ぎ全国的に報道されたため、西城町役場は「類人猿係」を設置して対応した[2]。

## 備考
広島県には1974年までもう一つ「さいじょうちょう」と読む自治体があったが、そちらは「西条町」（現：東広島市）と表記する。